# Hana to yume
Hana to yume (花とゆめ? lett. "Fiori e sogni"), a volte abbreviato in HanaYume (花ゆめ?), è una rivista shōjo manga pubblicata in Giappone dalla casa editrice Hakusensha.
La sua uscita è bimensile, il 5 e il 20 di ogni mese. Alla rivista sono allegati dei gadget (detti furoku), come drama CD, volumi extra o calendari, inerenti alle serie e ai personaggi del periodico.
Il target è costituito al 95% da un pubblico femminile, principalmente ragazze e adolescenti con un'età compresa tra i 13 e i 18 anni, e i suoi contenuti sono serie e racconti manga di genere shōjo o commedia con elementi di fantasy.
Secondo una classifica condotta da Oricon nel 2006, Hana to Yume si è classificata al 4º posto tra le pubblicazioni più amate del settore.

## Storia
Fondata nel maggio 1974, il suo primo numero fu venduto al prezzo di 200¥ con una copertina illustrata da Kazuko Koyano; inizialmente la pubblicazione della rivista fu mensile, ma dal gennaio 1975 divenne bimensile.
Nel 1976 vide la luce la rivista LaLa, "sorella" di Hana to Yume e inizialmente edita con il nome di Hana to yume LaLa; questa mantenne il suo stato di pubblicazione sorella finché la sua fama diede vita a sua volta ad una pubblicazione collegata, ovvero LaLa DX.
Fino alla metà degli anni novanta la tiratura della rivista oscillava fra le 400 000 e 500 000 copie, ma da allora si è notevolmente ridotta. Nel 2005 ha avuto una tiratura di 295 000 esemplari per arrivare in seguito a 226 562 copie nel 2009. È comunque una delle riviste con il più grande successo nel settore shōjo manga.
Nel 2009 la rivista ha iniziato una collaborazione con il servizio di distribuzione Yahoo! Japan Comic per la pubblicazione della versione digitale dei manga, tra cui Il grande sogno di Maya e Hana-Kimi. In occasione del 35º anniversario, Yahoo! Japan ha trasmesso in streaming un programma radiofonico di un'ora e mezza, cui ha partecipato come ospite anche la mangaka Suzue Miuchi.
Sempre in occasione dell'anniversario è stato pubblicato un volume speciale intitolato Hana to Yume Guide Book (花とゆめ GUIDE BOOK?) che racconta la storia e gli eventi della rivista, riassume tutte le serie pubblicate fino al 2009 e contiene alcuni messaggi dei loro mangaka.
Le serie della rivista poi raccolte in tankōbon vengono pubblicate sotto l'etichetta Hana to Yume Comics (花とゆめコミックス?), la quale pubblica anche le storie di Bessatsu Hana to Yume, LaLa, LaLa DX e Melody.

## Serie manga pubblicate

### In corso
- Colette wa Shinu Koto ni Shita di Alto Yukimura
- Furare Girl di Kakeru Tsutsumi
- Kao dake ja Suki ni Narimasen di Karin Anzai
- 36000 secondi al giorno di Ryōko Fukuyama
- La stirpe delle tenebre di Yoko Matsushita
- Life So Happy di Kaede Kōchi
- Namaiki Zakari di Miyuki Mitsubachi
- Noraneko to Ookami di Mitsubachi Miyuki
- Noroi Ko no Meshitsukai di Yuki Shibamiya
- Nukoduke! di Iro Yugi (su Hana Lala Online)
- Nurarihyon no Hanayome di Makoto Yoshida
- Oni no Hanayome wa Taberaretai di Keiko Sakano
- Shitsuji - Kuroboshi wa kashizukanai di Hisamu Oto
- Skip Beat! di Yoshiki Nakamura
- Tsuiraku JK to Haijin Kyoushi di Sora Mizuki
- Yona - La principessa scarlatta di Mizuho Kusanagi

### Concluse o non più pubblicate
- Aka-chan to boku di Marimo Ragawa
- Alice Academy di Tachibana Higuchi
- Angel Sanctuary di Kaori Yuki
- Anitomo di Modomu Akagawara
- Fairy Cube di Kaori Yuki
- Fruits Basket di Natsuki Takaya
- Fukumenkei noise di Ryōko Fukuyama
- Global Garden di Saki Hiwatari
- God Child di Kaori Yuki
- Hana-Kimi di Hisaya Nakajo
- Happy Cafe di Kou Matsuzuki
- Iki Teru di Takami Konohana
- Il grande sogno di Maya di Suzue Miuchi (trasferita su Bessatsu Hana to yume)
- Kamisama Kiss di Julietta Suzuki
- Kinari no Hoshikuzu di Kō Natsume
- Koka wa Greenwood di Yukie Nasu
- Kuro Hakushaku wa Hoshi o Mederu di Hisamu Oto
- La nuova vita di Nina di Koyomi Minamori
- La principessa sacrificale e il re delle bestie di Yu Tomofuji
- Last Game di Shinobu Amano
- Meine Liebe di Rei Izawa (trasferita su Bessatsu Hana to yume)
- Missile Happy! di Miki Kiritani
- Neko Danshi: Nyankii High School di Yuki Shibamiya
- Nousatsu Junkie di Ryoko Fukuyama
- Oresama teacher di Izumi Tsubaki
- Patalliro! di Mineo Maya (trasferita su Bessatsu Hana to yume)
- Proteggi la mia terra di Saki Hiwatari
- Shanimuni Go di Marimo Ragawa
- Soredemo sekai wa utsukushii di Dai Shiina
- Special A di Minami Maki
- Sugar Princess di Hisaya Nakajo
- V.B. Rose di Banri Hidaka
- W Juliet di Emura